# Hohenwald
Hohenwald es una ciudad ubicada en el condado de Lewis en el estado estadounidense de Tennessee. En el Censo de 2010 tenía una población de 3.757 habitantes y una densidad poblacional de 271,24 personas por km².

## Geografía
Hohenwald se encuentra ubicada en las coordenadas 35°33′7″N 87°33′13″O / 35.55194, -87.55361. Según la Oficina del Censo de los Estados Unidos, Hohenwald tiene una superficie total de 13.85 km², de la cual 13.85 km² corresponden a tierra firme y (0%) 0 km² es agua.

## Demografía
Según el censo de 2010, había 3.757 personas residiendo en Hohenwald. La densidad de población era de 271,24 hab./km². De los 3.757 habitantes, Hohenwald estaba compuesto por el 0.09% blancos, el 3.25% eran afroamericanos, el 0.11% eran amerindios, el 0.8% eran asiáticos, el 0% eran isleños del Pacífico, el 0.29% eran de otras razas y el 1.78% pertenecían a dos o más razas. Del total de la población el 2.02% eran hispanos o latinos de cualquier raza.